# Centre international de l'écrit en langue d'oc
 (juin 2025).
Motif : Insuffisance en matière de sources secondaires requises. Cf WP:CAA 
- Archive Wikiwix
- Bing
- Cairn
- DuckDuckGo
- E. Universalis
- Gallica
- Google
- G. Books
- G. News
- G. Scholar
- Persée
- Qwant
- (zh) Baidu
- (ru) Yandex
- (wd) trouver des œuvres sur Wikidata

| 1. | Préciser le motif de la pose du bandeau. | Précisez le motif de la pose du bandeau en utilisant la syntaxe suivante : {{admissibilité à vérifier\|date=juin 2025\|motif=remplacez ce texte par le motif}}                                                      |
| 2. | Informer les utilisateurs concernés.     | Pensez à avertir le créateur de l'article, par exemple, en insérant le code ci-dessous sur sa page de discussion : {{subst:avertissement admissibilité à vérifier\|Centre international de l'écrit en langue d'oc}} |

Le Centre international de l'écrit en langue d’oc (CIEL d'Oc) est un organisme basé en Provence qui s'est fixé pour but de centraliser par mémorisation informatique tous les documents écrits en langue d'oc depuis mille ans. Il collecte pour cela des écrits éparpillés dans les bibliothèques et musées, publics ou privés, de Provence, d'Europe et du monde entier pour leur offrir un asile informatique. 
Les documents numérisés recouvrent les domaines de la politique, de l'Histoire et des traditions, de la littérature, de l'étude des textes et des auteurs, de la traduction, de la linguistique, de la presse, du dessin et de la bande dessinée.